# 5667 Нахімовська
5667 Нахімовська (5667 Nakhimovskaya) — астероїд головного поясу, відкритий 16 серпня 1983 року.
Тіссеранів параметр щодо Юпітера — 3,580.